# Howa Type 96
Howa Type 96 (96式40mm自動てき弾銃 96-shiki 40-miri jidōtekidanjū) là một loại súng phóng lựu tự động của Nhật Bản do công ty Howa phát triển và sản xuất cho Lực lượng Phòng vệ Nhật Bản (JSDF). Với nhu cầu về một loại vũ khí hỗ trợ hỏa lực hạng nặng trong Lực lượng Phòng vệ Nhật Bản ngoài việc sử dụng súng máy Sumitomo Type 62 và Sumitomo M2HB, Howa lần đầu tiên chế tạo và sản xuất loại vũ khí này vào năm 1996.

## Thiết kế
Type 96 sử dụng hệ thống làm mát bằng không khí, nạp đạn bằng dây đạn và sử dụng cơ chế nạp đạn blow forward đẩy nòng. Với hệ thống nạp đạn này thì khi viên đạn tạo ra độ phản lực thì nòng súng sẽ bị đẩy lên phía trước chứ không phải thoi nạp đạn sẽ bị đẩy ra phía sau như các loại súng khác, việc nạp đạn này giúp súng giảm độ giật vì việc nòng súng di chuyển sẽ tạo ra ít độ giật hơn việc thoi nạp đạn di chuyển, nòng súng được còn được gắn với bộ giảm giật lò xo để giảm độ giật. Khi bị mòn thì việc chế tạo và thay nòng súng dễ dàng hơn việc chế tạo và lắp đặt các linh kiện thay thế cho súng. Tuy nhiên do hệ thống giảm giật lò xo vốn khá nặng nên nó cũng làm cho súng trở nên nặng. Bọc ngoài nòng súng là một ống giúp điều phối áp lực khi viên đạn được phóng ra cũng để giảm giật và tản nhiệt.
Hệ thống nhắm cơ bản của loại súng này là điểm ruồi và thước ngắm. Súng sử dụng loại lựu đạn 40 mm theo tiêu chuẩn của NATO có thể dùng để sát thương hay công phá các phương tiện cơ giới bọc giáp nhẹ. Khe nạp đạn nằm ở phía bên trái, hộp đạn rời có thể chứa dây đạn với 50 quả. Loại súng này có thể gắn trên bệ chống ba chân hay trên các loại phương tiện cơ giới khác nhau.

## Sử dụng

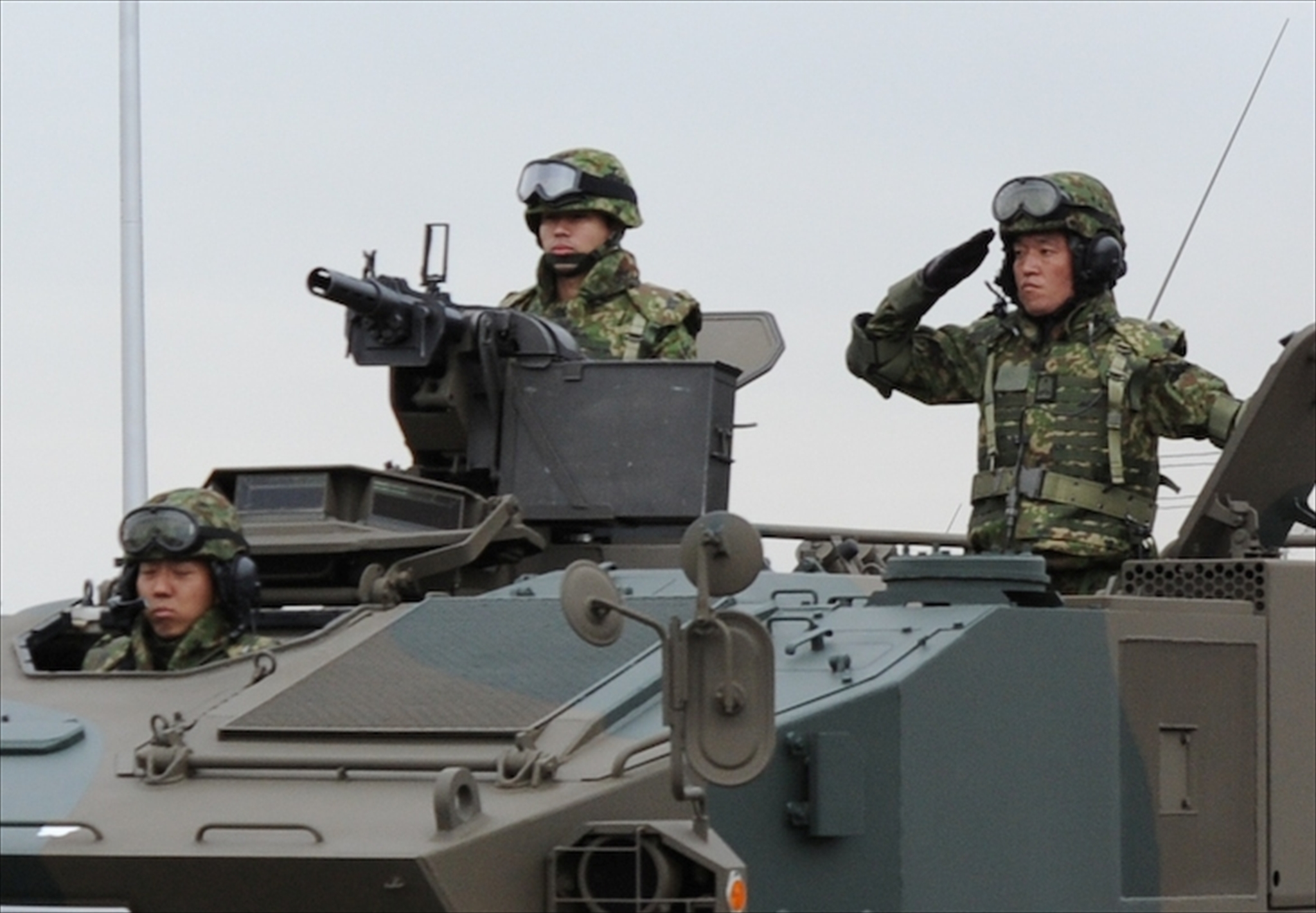
Howa Type 96 gắn trên một chiếc xe bọc thép chở quân Type 96

Type 96 có thể được sử dụng cho cả xe bộ binh và xe bọc thép bằng cách lắp trên giá treo vũ khí, trong đó nó được xem là một trong những vũ khí chính trang bị cho xe bọc thép chở quân Type 96. Bên cạnh đó loại súng này cũng được sử dụng làm vũ khí hỗ trợ bộ binh khi gắn trên giá ba chân. Giống như các loại vũ khí hiện đại khác của Nhật Bản, Type 96 không bao giờ được xuất khẩu.